# Мартин (Лапковский)
Архиепископ Мартин (в миру Валерий Иванович Лапковский; род. 27 апреля 1945, Дагестанские Огни, Дербентский район, Дагестанская АССР, СССР) — священнослужитель неканонического православия, архиепископ Севастопольский и Южно-Российский. В настоящее время не находится в какой-либо церковной юрисдикции, до 2016 года — епископ РПЦЗ(В-Ф), в 2010—2014 годы — епископ РПЦЗ(В-В), в 2001—2010 годы — священник РПЦЗ(В), в 1991—2001 — клирик РПЦЗ в России, в 70-е — 80-е годы — участник правозащитного движения в СССР.

## Биография
Родился 27 апреля 1945 года в селе Дагестанские Огни Дербентского района Дагестанской АССР в семье служащего. Крещение принял в двухлетнем возрасте. По национальности — русский.
В 1965 году за «религиозные поиски и нетоварищеское отношение к коллективу» В. И. Лапковский был исключён из комсомола и Ленинградского университета. В июньском номере многотиражки ЛГУ в гневной статье «Вериги инока Лапковского» утверждалось: «Комсомолец, юродствующий во Христе, — нонсенс».
После изгнания из вуза занимался самообразованием. Несколько лет в Публичной библиотеке имени Салтыкова-Щедрина изучал религию, философию, теорию искусства по произведениям Ницше, Шопенгауэра, Фрейда, Владимира Соловьёва, Константина Леонтьева, Николая Бердяева, Льва Шестова, Канта, Гегеля, отцов Церкви. Пишет психоаналитическое исследование «Маяковский застрелился так», которое вышло в свет в Москве спустя 30 лет.
В 1968 года арестован в Крыму за религиозную агитацию и пропаганду, попытку незаконного выезда за границу и «злостное хулиганство» — в общежитии полоснул ножом по портрету Ленина. Под следствием побывал в семи тюрьмах, пока в столичном Институте судебной психиатрии имени Сербского его не признали сумасшедшим и не направили на принудительное лечение.

### В Русской православной церкви

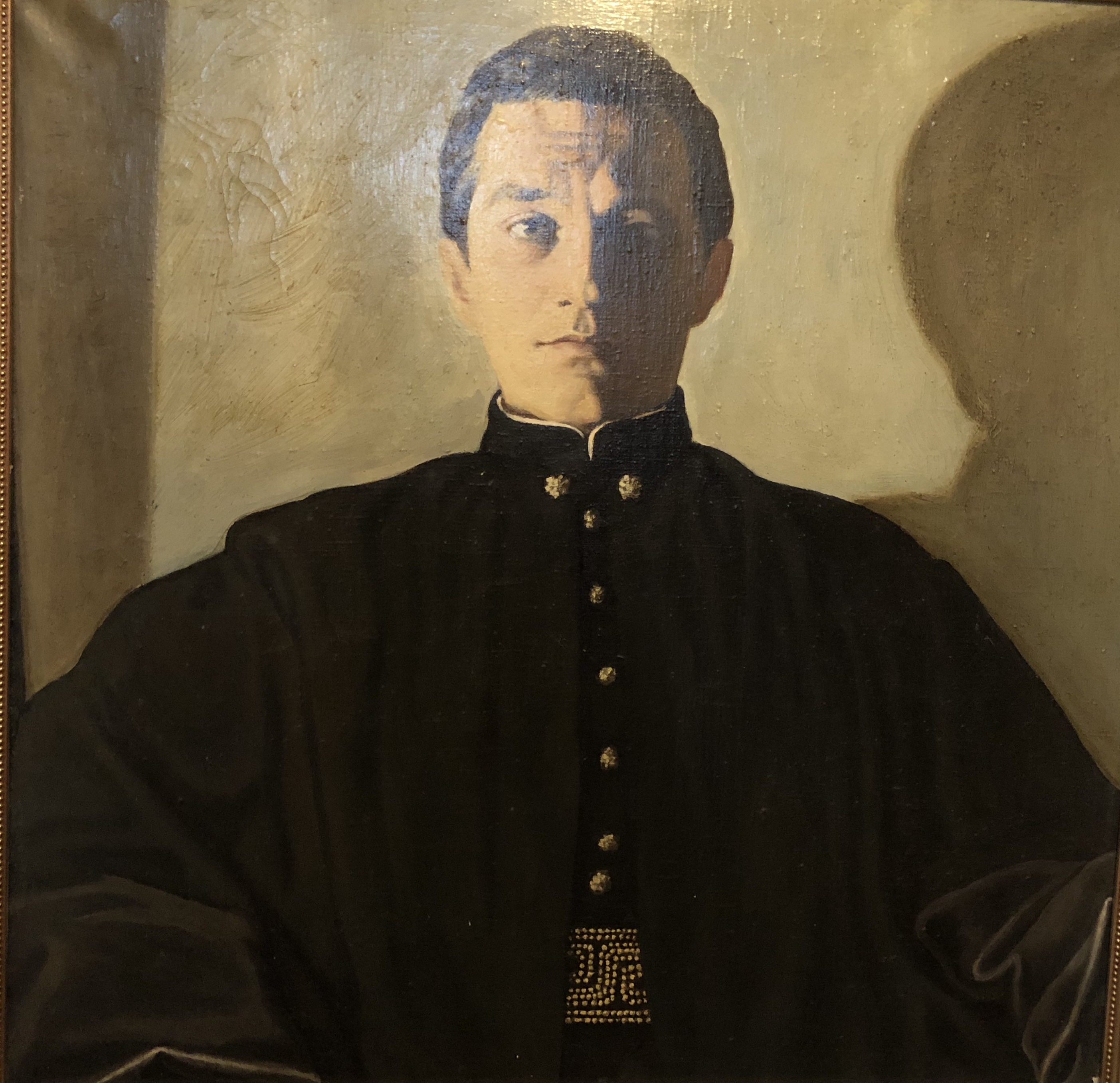

С 1973 года — чтец, келейник, архивариус епископа Астраханского и Енотаевского Михаила (Мудьюгина).
С 1974 года — старший иподиакон епископа Саратовского и Волгоградского Пимена (Хмелевского).
6 марта 1976 года епископом Курским и Белгородским Хризостомом (Мартишкиным) был рукоположен во диакона, после чего назначен диаконом Вознесенской церкви города Курска.
В феврале 1977 года тем же епископом рукоположён в сан священника с оставлением в клире того же храма.
На протяжении ряда лет совершал приходское служение в Курске, где неоднократно подвергался каноническим прещениям. В Курске дружил с клириком кафедрального собора — протоиереем Львом Лебедевым, будущим идеологом РПЦЗ, который нередко брал под защиту молодого иерея Валерия Лапковского. Опубликовал в самиздате сборник своих проповедей. Архимандрит Аввакум (Давиденко) в 2012 году так отозвался о них: «Ох, это были и проповеди! Авангардные для своего времени. Там и экспрессионизм, и минимализм, и сюрреализм — словом, всё сосредоточено на малом пространстве книги. Я их с превеликим удовольствием подчитываю и поныне. Они, как ни странно, не потеряли своей остроты, злободневности».
В 1981 году переезжает к матери в Крым, где вплоть до 1989 года Советом по делам религий при Совмине СССР он был лишён официальной регистрации, дававшей право на легальное служение. Регулярно был вызываем на допросы в КГБ, прокуратуру, милицию. Против него было возбуждено уголовное дело за отсутствие паспортной прописки, окончившееся вручением письменного требования трудоустроиться в месячный срок, хотя единственное, на что он может в тех условиях рассчитывать, это должность разнорабочего.
Оказавшись в крайне затруднительном положении, пишет заявление в Кремль с просьбой освободить его от советского гражданства и разрешить выехать в другую страну. Прибыв в Москву, он даёт об этом интервью американской телекомпании NBC. Уголовное преследование против него после этого прекращается «за отсутствием состава преступления», но ни выехать из СССР, ни служить священником ему не разрешают.
В Париже «Вестник РСХД» сообщает о преследовании иерея Валерия Лапковского, публикует его проповедь «Палама». Во Франции газета «Русская мысль» время от времени печатает корреспонденции опального священника.
Находясь в Москве, входит в круг религиозных диссидентов: священник Глеб Якунин, Зоя Крахмальникова, Александр Огородников, вместе с которым издает «Бюллетень христианской общественности».
В 1987 годы организовал в Керчи православную общину, стал добиваться возвращения верующим храма во имя Святого Иоанна Предтечи. Получив от властей отказ, адресует через западную прессу и радио послание президенту США Рональду Рейгану, устраивает протестную голодовку. Крымская пресса систематически травила иерея Валерия и его сподвижников. В 1990 году храм был передан Крымской епархии, иерею Валерию места там не нашлось.
В разгар торжеств по случаю 1000-летия Крещения Руси с редактором журнала «Выбор» Виктор Аксючицем и Александром Огородниковым проводит альтернативный семинар, служит в Москве на квартире «Литургию гонимых». Здесь присутствуют неугодные властям священники, миряне, зарубежные корреспонденты и тележурналисты. Тут молится и катакомбный клирик РПЦЗ Вениамин (Русаленко). Вместе с Глебом Якуниным и другими диссидентами участвует в Круглом столе радиостанции «Голос Америки». В 1989 году участвует в создании Христианско-демократической партии (ХДСР) и становится заместителем её председателя.
Александр Нежный в своей книге «Комиссар дьявола», ссылаясь на данные из Центрального архива КГБ, написал, что «по разнарядке» этого ведомства в результате иерею Валерию Лапковскому дают место священника в Казанском соборе Феодосии.

### В РПЦЗ
9 февраля 1991 года разорвал каноническое общение с Московским Патриархатом и войдя в юрисдикцию Русской Православной Церкви Заграницей, в связи с чем епископ Симферопольский и Крымский Василий (Златолинский), издал указ «О снятии с Лапковского Валерия Ивановича священного сана в связи с его переходом в Карловацкий раскол». После того как отец Валерий перешел в юрисдикцию Зарубежной Церкви, он и его прихожане были изгнаны из храма. Позже община была изгнана из часовни на Старом феодосийском кладбище, где верующие, за неимением другого места, собирались для молитвы.
В РПЦЗ первоначально был назначен членом Суздальского епархиального управления и ответственным по организации приходов РПЦЗ в Крыму. Зарегистрировал три общины: в Керчи, Феодосии, Симферополе, где стал проводить богослужения. Впоследствии Архиерейским Синодом РПЦЗ был возведён в сан протоиерея.
В начале марта 1999 года обратился в Европейский суд по правам человека в Страсбурге с иском к правительству Украины, которое он обвинил правительство в нарушении прав православной общины Феодосии. Европейским судом по правам человека иск протоиерея Валерия Лапковского принят к рассмотрению.

### В РПЦЗ(В) и РПЦЗ(В-В)
Осенью 2001 года поддержал раскол в Русской Зарубежной Церкви и примкнул к новообразованной РПЦЗ(В).
15 июня 2006 года подписал Обращение 25 клириков РПЦЗ(В) на имя митрополита Виталия (Устинова), которые заявляли о том, что они разделяют «позицию членов Синода, Преосвященных Епископов Владимира и Варфоломея и Секретаря Синода, митрофорного протоиерея Вениамина Жукова, выраженную в письме к Вам от 21 мая/3 июня с.г», осудив таким образом действия Антония (Орлова) и Виктора (Пивоварова).
26 ноября 2008 года решением Архиерейского Собора РПЦЗ(В-В) был награждён палицей.
Расторгнув светский и церковный брак, протоиерей Валерий 22 ноября 2009 года был пострижен епископом Алексием (Пергамцевым) в монашество с наречением имени Мартин в честь Мартина Исповедника.
Бывшая супруга Валерия Лапковского приняла монашество в одном из монастырей канонической Русской Православной Церкви с именем Феодора (1.08.1954—18.06.2020), много лет работала в Отделе внешних церковных связей, Управлении по зарубежным учреждениям Московского Патриархата. Дочь Ника окончила библейско-патрологический факультет РПУ имени Иоанна Богослова в Москве и факультет иностранных языков МГУ, где и преподавала английский язык.
8 октября 2010 года рукоположен во епископа Алексинского и Южно-Русского. Хиротонию совершили: архиепископ Сан-Францисским и Западно-Американский Владимир (Целищев), епископ Владивостокский и Дальневосточный Анастасий (Суржик), епископ Парижский и Западно-Европейский Виктор (Парбус), епископ Солтановский и Молдовский Алексий (Пергаменцев), епископ Васильковский Тихон (Антонов).
Центром его епархии стал Казанский храм в городе Алексине Тульской области, расположенный в здании бывшей усадьбы XIX века, переданном местной общине РПЦЗ ещё в 1990 году. Настоятелем храма с 1991 года являлся иеромонах Тихон (Козушин).
В мае 2011 году в неделю торжества православия в храме святого равноапостольного князя Владимира, устроенном в деревенском доме в Истринском районе Московской области трижды провозгласил анафему «богопротивным Владимиру Ленину и Иосифу Сталину».
В феврале 2011 года у Мартина (Лапковского) возник конфликт с иеромонахом Тихоном (Козушиным) из-за его Великопостного послания первого, содержавшего «нецерковные политические лозунги»; вскоре этот конфликт привел к разрыву общения и запрещению Тихона (Козушина) в служении. 10 сентября того же года Тихон (Козушин) перешёл в неканоническую Черногорскую православную церковь. Так как Тихон (Козушин) более не допустил его до служения в своём храме, 3 октября 2011 года Архиерейский Собор РПЦЗ(В-В) изменил его титул на «Истринский и Южно-Русский».
Возглавив несколько приходов в Крыму, с 2011 года предпринимал попытки вывести их из состава Малороссийской епархии РПЦЗ(В-В) с целью последующего включения в состав собственной Южно-Русской епархии.
1 октября 2013 года на архиерейском соборе РПЦЗ(В-В) поднял вопрос о передачи Крыма в состав возглавляемой им Южно-Российской епархии, однако прочие иерархи РПЦЗ(В-В) не поддержали эту инициативу, и после длительных дебатов Мартин снял вопрос с повестки дня.
12 марта 2014 года, на следующий день после принятия Верховным Советом Автономной Республики Крым и Севастопольским городским советом декларации о независимости Автономной Республики Крым и города Севастополя, без согласования с Синодом РПЦЗ(В-В) заявил о вступлении в управление церковными делами на всей территории Крыма: «После принятия Парламентом Крыма Декларации о независимости Крым в преддверии референдума 16 марта стал независимым государством, которые не имеет с Украиной дипломатических отношений. Граница между независимыми территориальными субъектами закрыта и представляет очаг военной напряженности. По сему в соответствии с Указом Святейшего Патриарха Тихона № 362 (от 1920 г.) и в связи с пунктами 5, 6, 7 и 8 этого Указа, я вступаю в управление местными делами по окормлению паствы на всей земле Крыма, согласно долгу пастыря и церковных канонов, до принятия Архиерейским Синодом или Собором конкретных решений по вопросу о положении нашей Церкви на исконно русском полуострове».
12 марта 2014 года решением Архиерейского Сонода РПЦЗ(В-В) был запрещён в священнослужении. Решение не признал, продолжил совершение бослужений и возглавление крымских территорий.
31 октября 2014 года на «расширенном заседании» Архиерейского Синода РПЦЗ(В-В), организованном посредством интернет-конференции, был запрещён в священнослужении «вплоть до его покаяния». Из числа епископов, не участвовавших в заседании Синода, против запрещения епископа Мартина проголосовал второй российский иерарх РПЦЗ(В-В), епископ Анастасий (Суржик), а воздержались епископ Западно-Европейский Кассиан (Мухин) и епископ Австралийский Филарет (Семовских).

### В РПЦЗ(В-Ф)
14 ноября 2014 года, не признав решений виртуального «электронного» синода от 31 октября 2014 года, заявил «анафематствую все беззаконные и модернистские начинания „электронного синода“. Призываю всех архиереев, духовенство и миряне не участвовать в деятельности „виртуального модернистского синода“. Призываю так же всех архиереев, которые по соблазну председателя Архиерейского Синода Архиепископа Владимира неосознанно приняли участие в заседании этого незаконного учреждения отозвать все свои подписи от неканонических постановлений и через покаяние соединится с Единой Святой, Соборной и Апостольской Церковью. До очередного Архиерейского Собора (назначенного на осень 2015 года) согласно Правилам Святых Апостолов, Правилам Вселенских и Поместных Соборов призываю всем признать главным архиереем в РПЦЗ епископа Анастасия, который в настоящий момент в ограде Церкви является старшим по хиротонии среди не отступивших от канонов архиереев РПЦЗ». Решение о его запрещении проигнорировало и большинство клириков и возглавляемых ими общин Южно-Российской епархии РПЦЗ(В-В).
6 мая 2015 года совместно с двумя мирянами своей юрисдикции направил обращение к президенту России В. В. Путину с просьбой принять меры, «которые бы обезпечили возможность каждому православно верующему, желающему соблюдать Соборное Уложение 1613 года Освященного Собора Православной Русской Церкви, во исполнение Воли Божией свободно выйти из гражданства Российской Федерации с приобретением статуса лица без гражданства, постоянно проживающего на территории Российской Федерации». Авторы обращения к президенту РФ исходят из того, что в их Церкви «в качестве поместного канонического правила» действует Соборное Уложение 1613 года и, в частности, присяга на верность династии Романовых. В соответствии с ним, считают авторы документа, в сложившихся условиях все члены их Церкви должны «быть безподданными (апатридами), иначе говоря, обладать статусом лиц без гражданства». Основным автором обращения от 6 мая считается Артем Стадник, несколько лет назад готовивший послания бывшего епископа Диомида (Дзюбана).
28 августа 2015 года опубликовал в своём официальном блоге в преддверии намеченного на октябрь того же года Архиерейского Собора РПЦЗ(В-В) «Обращение к епископату РПЦЗ», где написал: «Каждый день на Украине убивают людей, калечат детей, женщин, стариков, рушат дома, предприятия, храмы, школы, ужесточают санкции против нашей страны, разжигают ненависть ко всему русскому, травят инакомыслящих <…> Как не разорвется ваше сердце от ужаса и отвращения? Как вы можете ехать на Архиерейский Собор в Киеве? Там будут кормить отборными харчами, поить отличным вином, но то будет не Собор, а пир во время бандеровской чумы!». Вновь заявляя о намерении провести «альтернативный» Собор в деревне Амосовка Курской области, иерарх предупреждает своих собратьев: их приезд в Киев будет означать, что «с архипастырского пути вы ступили на тропу шоумена Макаревича, подкрепив братоубийственную войну, „аннексию“ Крыма, сделав вид, будто кровавая таргедия в Донбассе ну никак, вас русских людей, никаким боком не касается… Именем Господа Бога Спаса нашего Иисуса Христа, не пролившего кровь ни одного человека, заклинаю вас, призываю отказаться от паломничества на Украину, а собраться в России»
6 октября 2015 года решением Архиерейского собора РПЦЗ(В-В) лишён священного сана. В качестве обоснования Собор назвал «ряд антиканонических и раскольнических действий, а именно: узурпация не принадлежащей ему церковной власти и посягательство на территорию чужой епархии; принятие в общение клирика, запрещенного Архиерейским Собором РПЦЗ (иер. Андрея Щербакова); провозглашение „анафемы“ Архиерейскому Синоду РПЦЗ; бунт против законной церковной власти; неявка по неуважительным причинам на Архиерейский Собор».
10 октября 2015 года вместе с епископом Филаретом (Семовских) принял участие в Альтернативном Архиерейском Соборе в селе Амосовка Курской области, в котором также принял участие и по телефону Кассиан (Мухин). Собор «единодушно избрал Первоиерархом РПЦЗ с возведением в сан Митрополита Преосвященного Филарета (Семовских)». 11 октября там же иеромонах Николай (Борисенко) был рукоположен в сан епископа Брянского, викария архиепископа Мартина. Во время богослужения новоизбранный Митрополит Филарет провозгласил от имени Собора анафему «бандеровской власти на Украине и разбойничьему собранию (в Солтановке) архиереев, которые обслуживают эту власть».
7 января 2017 года, мотивируя своё решение тем, что «Русская Православная Церковь Заграницей полностью выполнила свою историческую миссию», написал прошение об освобождении его от должности первого заместителя Первоиерарха и почислении за штат. 13 января того же года Филарет (Семовских) в своём Указе написал: «Согласно Указу Первоиерарха РПЦЗ/ПРЦ, от 13/26.11.2016 г.‚ одобренного Синодом РПЦЗ/ПРЦ в котором говорится то, что „Вы своей публикацией на епархиальном листке от 25.11.2016 г. открыто исповедовав себя имябожником, сими поставили себя вне канонической Церкви“, что само собой по сути (автоматически) подразумевает почисление Вас за штат. Датой Вашего почисления за штат считать 13/26.11.2016 г., о чем удостоверяем настоящим документом».

### Независимый епископ
Уйдя из РПЦЗ(В-Ф), перестал кому-либо подчиняться, изменив свой титул на «архиепископ Севастопольский и Крымский».
5 февраля 2018 года в Воронеже сослужил вместе с бывшим епископом Русской православной церкви Диомидом (Дзюбаном), который также не находился в какой либо юрисдикции, установив таким образом с ним евхаристическое общение. Оба религиозных деятеля сблизились «на почве почитания Имяславия».
3 января 2025 года было сообщено о его уходе на покой «в силу своего возраста и здоровья» и передаче «временного попечения» о Севастопольской и Крымской епархии митрополиту Василию (Кириллову) из РосПЦ(Д).

## Публикации
- Духота. — Москва : Пробел-2000, 2003. — 343 с. — ISBN 5-901683-55-2
  - Духота. — [Б. м.] : [б. и.], 2021. — 534 с.
  - Духота. — [Б. м.] : [б. и.], 2023. — 554 с.
- Враги креста. — [Б. м.] : [б. и.], 2014. — 202 с.